# Eitrac
Eitrac (francès Ytrac) és un municipi del departament francès de Cantal a la regió d'Alvèrnia-Roine-Alps.

## Demografia
| 1962  | 1968  | 1975  | 1982  | 1990  | 1999  | 2006  | 2007  | 2008  |
| ----- | ----- | ----- | ----- | ----- | ----- | ----- | ----- | ----- |
| 1 215 | 1 237 | 1 643 | 2 673 | 3 367 | 3 330 | 3 718 | 3 778 | 3 831 |
|       |       |       |       |       |       |       |       |       |

## Administració
| Període | Identitat      | Partit         |
| ------- | -------------- | -------------- |
| 2008-   | Thierry Galeau | PS, després PG |

## Personatges il·lustres
- Arsèni Vermenosa (1850-1910), poeta en occità
- Antonin Magne (1904 - 1983), ciclista